# Факултет инжењерских наука Универзитета у Крагујевцу
Факултет инжењерских наука, раније Машински факултет, високошколска је установа у склопу Универзитета у Крагујевцу.

## Историја
Машински факултет у Крагујевцу, односно данас Факултет инжењерских наука Универзитета у Крагујевцу, формиран је на иницијативу бившег среза Крагујевац и Машинског факултета у Београду, Уредбом Извршног већа Народне скупштине Републике Србије бр. 522 од 1. октобра 1960. године, као Одељење Машинског факултета у Београду. Одељење Машинског факултета започело је рад 9. октобра 1960. у просторијама Прве крагујевачке гимназије. Прва предавања из предмета Математика одржао је, 10. октобра 1960. године, проф. др Божидар Ђерасимовић. Први старешина (декан) Одељења Машинског факултета у Крагујевцу био је проф. Бранислав Илић, дипл. инж.
Нове зграде Машинског факултета подигнуте су на пољани поред Горњег Парка 1962. године, а коначно пресељење у нове зграде обављено је 5. јануара 1963. Изграђени објекти су обухватили 5.600 м2 учионичког и 700 м2 лабораторијског простора. Изградњом објеката стекли су се потребни услови за успешан рад и развој факултета. Први резултати су били видљиви већ након неколико година: 10. октобра 1964. одбрањен је први дипломски рад (Милош Којић), 23. новембра 1968. прва магистарска теза (Александар Кузмановић) и 24. јуна 1969. прва докторска дисертација (Бранислав Девеџић). Тиме је започет процес стварања сопственог наставног кадра као основне претпоставке за осамостаљење факултета.
Машински факултет у Крагујевцу постао је самосталан факултет, у саставу Универзитета у Београду, 2. децембра 1971. године. Први декан самосталног Машинског факултета у Крагујевцу био је проф. др Душан Симић, дипл. инж.
Од 1976. Машински факултет се налази у саставу Универзитета „Светозар Марковић” у Крагујевцу, данас Универзитета у Крагујевцу.
За нарочите заслуге и успехе постигнуте у образовању стручњака и научника, допринос привредном развоју и напретку земље и друге значајне резултате, Машински факултет у Крагујевцу је одликован Орденом заслуга за народ са сребрним зрацима (1985).
Влада Републике Србије је на седници одржаној 28. јула 2011. године донела Одлуку о промени назива Машинског факултета у Крагујевцу у „Факултет инжењерских наука Универзитета у Крагујевцу”.

## Факултет данас
Факултет инжењерских наука Универзитета у Крагујевцу спада у групу научно-образовних институција у области техничких наука.

### Мисија факултета
Образовање на Факултету инжењерских наука Универзитета у Крагујевцу обухвата читав спектар развоја модерне и савремене технологије усклађен са европским трендовима, идеално постављен за практичну професију, али и као основа за делотворне креативне радове.
Улога Факултета инжењерских наука Универзитета у Крагујевцу је и да осмисли, испита и развије иновације у области инжењерских, односно техничких наука, као и да кроз научну и техничку подршку помаже у развоју региона и шире.

## Стручни органи факултета
Стручни органи факултета су Наставно-научно веће, веће Катедре и веће Института.

## Организација
Факултет инжењерских наука у Крагујевцу има 3 организационе јединице:
- Научно-наставну,
- Научно-истраживачку,
- и Ненаставну.

Наставно-научна јединица се бави наставним и научним радом у циљу остваривања плана и програма наставе на основним, мастер и докторским академским студијама и свих облика истраживања (фундаментална, развојна и примењена). Наставно-научну јединицу чине катедре које су основни облик организовања наставе и научно-истраживачког рада.
Катедре (према редоследу формирања):
- Катедра за производно машинство,
- Катедра за моторна возила и моторе,
- Катедра за машинске конструкције и механизацију,
- Катедра за енергетику и процесну технику,
- Катедра за примењену механику и аутоматско управљање, и
- Катедра за електротехнику.

Научно-истраживачка јединица бави се научном, истраживачком, развојном, иновационом, стручном, образовном и издавачком делатношћу у области техничко-технолошких наука, израдом студија, експертиза, пројеката и друге техничке документације, пружањем услуга трећим лицима и другим пословима дефинисаним законом и статутом.
Научно-истраживачку јединицу чине центри, удружени у Институт Факултета инжењерских наука Универзитета у Крагујевцу.
Ненаставно особље обавља стручне, административне, техничке и помоћне послове за потребе Факултета и чини ненаставну јединицу Факултета:
- Служба за опште, правне и кадровске послове,
- Служба за студентске послове,
- Служба за рачуноводство и финансије,
- Техничка служба
- Библиотека,
- Служба за информационо-комуникационе технологије.

## Лабораторије факултета
Списак лабораторија Факултета:
- WEB лабораторија;
- Лабораторија за термодинамику и термотехнику;
- CAD лабораторија;
- Лабораторија за композитне материјале и инжењерски софтвер;
- Лабораторија за аутоматику, хидраулику, електротехнику и роботику;
- Лабораторија за енергетику и процесну технику;
- Лабораторија за машинске конструкције и механизацију;
- Лабораторија за обраду деформисањем и машинске материјале;
- Лабораторија за обраду метала и трибологију;
- Лабораторија за моторе СУС и погонске материјале;
- Лабораторија за моторна возила.

## Центри факултета
Списак центара Факултета:
- Центар за информационе технологије;
- Центар за композитне и нове материјале;
- Центар за материјале и заваривање;
- Регионални центар за перманентно образовање;
- Центар за испитивање возила за превоз опасних материја и дијагностику;
- Центар за биоинжењеринг;
- Иновациони центар за информационе технологије;
- Центар за рециклажу дотрајале ПЦ опреме;
- Регионални ЕВРО - центар за енергетску ефикасност;
- Центар за интегрисан развој производа и процеса и интелигентне системе;
- Центар за ревитализацију индустријских система;
- Центар за примењену аутоматику;
- Центар за грејање, климатизацију и соларну енергију;
- Центар за рационално газдовање енергијом;
- Центар за испитивање и прорачун машинских елемената и машинских система;
- Центар за испитивање механичких преносника;
- Центар за квалитет;
- Центар за трибологију;
- Центар за компјутером интегрисано пословање;
- Центар за безбедност саобраћаја;
- Центар за теротехнологију;
- Центар за техничку исправност возила.

## Делатности
Факултет инжењерских наука је динамична и флексибилна високошколска институција која, поред основних делатности – образовне (наставне) и научно-истраживачке, уз изражену издавачку делатност, реализује и мноштво других задатака и послова као што су: припрема и реализација семинара стручног образовања и усавршавања и организације стручних и научних скупова; основна, примењена и развојна истраживања и истраживања која су из домена образовне делатности: израда пројеката, студија, експертиза, техничке документације и прототипова алата, машина, уређаја и постројења; прединвестиционе и инвестиционе студије и елаборате; стварање и увођење нових производа, технолошких процеса и постројења у индустријској производњи; техничке контроле, испитивања и атестирања возила, машина, склопова, машинских елемената и конструкција, као и индустријских постројења, инсталација, склоништа и других заштитних објеката; појединачна или малосеријска производња машинских, електромашинских и других конструктивних елемената, склопова, машина, уређаја и опреме; консултантске услуге у области увођења и унапређења система квалитета, информационог инжењеринга, индустријског менаџмента, индустријског инжењеринга, система аутоматског управљања, информатике, безбедности саобраћаја итд; издавање књига, часописа и других публикација; школовање и подизање научног и наставног подмлатка; пружање услуга трећим лицима; послови сертификовања, испитивања производа, контроле усаглашености или техничког надзора, испитивања и прегледа мерне технике итд.

### Образовна делатност
На Факултету инжењерских наука у Крагујевцу у настави је ангажовано:
- 34 редовна професора,
- 11 ванредних професора,
- 17 доцената,
- 3 асистента, и
- 1 наставник страног језика,

као и научни сарадници и истраживачи-сарадници
Настава се одвија на основним, мастер и докторским студијама, у оквиру 12 акредитованих студијских програма:
Машинско инжењерство
- Основне академске студије (3 године, 180 ЕСПБ)
  - Друмски саобраћај
  - Енергетика и процесна техника
  - Индустријски инжењеринг
  - Информатика у инжењерству
  - Машинске конструкције и механизација
  - Моторна возила и мотори
  - Примењена механика и аутоматско управљање
  - Производно машинство
- Мастер студије (2 године, 120 ЕСПБ)
- Докторске студије (3 године, 180 ЕСПБ)

Војноиндустријско инжењерство
- Основне академске студије (4 године, 240 ЕСПБ)
- Мастер студије (1 година, 60 ЕСПБ)

Аутомобилско инжењерство
- Основне академске студије (3 године, 180 ЕСПБ)
- Мастер студије (2 године, 120 ЕСПБ)

Урбано инжењерство
- Основне академске студије (4 године, 240 ЕСПБ)

Рачунарска техника и софтверско инжењерство
- Основне академске студије (4 године, 240 ЕСПБ)

Инжењерски менаџмент
- Мастер студије (1 година, 60 ЕСПБ)

Индустријско инжењерство – Пословни информациони системи
- Мастер студије (1 година, 60 ЕСПБ)

Индустријско инжењерство и инжењерски менаџмент
- Докторске студије (3 године, 180 ЕСПБ)

## Просторни капацитети
Просторни капацитет Факултета инжењерских наука обухватају 15.000 м2, од чега око 8.000 м2 чине простори лабораторија, центара, конструкционих бироа, рачунарских и сличних учионица.
Комплекс чине четири објекта: А, Б, Ц и Д.
У објекту А су смештене: просторије декана и продекана; лабораторије за обраду метала и трибологију; одељења за инжењерски софтвер и обраду метала деформисањем; центри за теротехнологију, трибологију, компјутерски интегрисано пословање, квалитет, ревитализацију индустријских система, интегрисани развој производа и процеса и интелигентне системе, информационе технологије, виртуелну производњу; иновациони центар за информационе технологије; библиотека, мали амфитеатар, конструкциони бирои и кабинети, рачунарске учионице, Универзитетски информациони центар.
У објекту Б се налазе: лабораторија за моторна возила, лабораторија за моторе СУС и погонске материјале, лабораторија за енергетику и процесну технику, центри за техничку исправност возила и безбедност саобраћаја, регионални ЕВРО - центар за енергетску ефикасност, сала за седнице, рачунарски центар, конструкциони бирои и кабинети.
У објекту Ц су смештена: одељења за машинске материјале и заваривање, композитне материјале; лабораторија за машинске конструкције и механизацију, ЦАД лабораторија (ЦАД/ЛАБ), лабораторија за аутоматику, хидраулику, електротехнику и роботику, центри за механичке преноснике, испитивање и прорачун машинских елемената и система, рационално газдовање енергијом, грејање, климатизацију и соларну енергију, примењену аутоматику; конструкциони бирои и кабинети.
У објекту Д се налазе: учионице - слушаонице, кабинети, велики амфитеатар са око 250 места, Центар за рециклажу дотрајале ПЦ опреме, просторије административне јединице, студентске просторије.

## Галерија
- Факултет инжењерских наука објекат Д
- Факултет инжењерских наука објекат Б
- Факултет инжењерских наука
- Факултет инжењерских наука објекат А
- Студентска служба Факултета
- Амфитеатар у објекту Д
- Хол у објекту Д
- CAD лабораторија
- Лабораторија за моторна возила
- Савремена мерна опрема
- Лабораторија Д62
- Студентска теретана у објекту Б